# Montblanský masiv

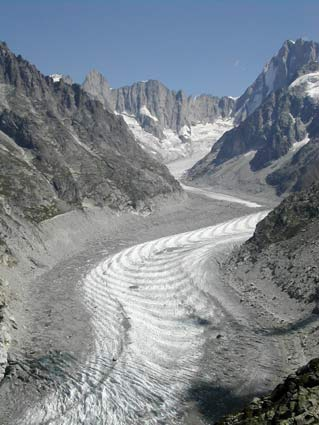
Ledovec Mer de Glace

Montblanský masiv je pohoří v Západních Alpách, rozkládající se na území Francie, Itálie a Švýcarska. Většina celkové rozlohy (1 500 km²) masivu však leží ve Francii. Toto pohoří má zcela jedinečné postavení v rámci Alp. Právě zde se nachází nejvyšší hora Alp i celé Evropy - Mont Blanc (4 810 m n. m.).

## Charakter
Na území Montblanského masivu lze pozorovat pestrou krajinu, čítající v sobě vysoké, mohutně zaledněné vrcholy, skalní stěny, které jsou jedny z nejvyšších v Evropě, skalní věže a jehly, ale také trávou a horskými loukami porostlé vrcholky a ledovcová jezera.

## Geologie
Pohoří je tvořeno nejstaršími krystalickými horninami. Tyto horniny se zde nalézaly již v dobách, kdy ostatní masivy Alp byly ještě zatopeny oceánskou vodou. Vyvrásnění oceánského dna vyzvednulo masiv do nejvyšších poloh a okolní sedimentární vrstvy byly sneseny. V oblasti vrcholu Mont Joly (2525 m) na samém západě masivu jsou patrné mohutné vápencové příkrovy, jež překrývají základní krystalickou hmotu. Právě pevná žula vytváří v oblasti Aiguilles de Chamonix nebo Arete di Diable ježaté hřebeny s četnými jehlami a věžemi.

### Ledovce
Nejvýznamnější ledovce jsou: Mer de Glace (40 km²), Ghiacciao del Miage, Ghiacciao del Brenva, Ghiacciao del Triolet, Argentière, Bossonský ledovec (francouzsky Glacier des Bossons) a Glacier de Bionassay.

## Poloha
Sever pohoří ohraničují údolí řek Eau Noire a Arve, která jej oddělují od sousedního, mnohem nižšího masivu Chablais-Faucigny. V údolí řeky Arve leží nejznámější horská střediska oblasti Chamonix a Les Houches. Spojnice města Martigny (Švýcarsko), doliny Val d'Entremont, silničního sedla Velký Svatobernardský průsmyk (2469 m) a města Aosta (Itálie) vymezují hranice pohoří na východě. Jih oblasti je vymezen spojnicí měst Courmayeur - Aosta a údolí řek Dora di Verney a Dora Baltea (Valle d'Aosta). Na západě tvoří hranici údolí řeky Arly a spojnice měst Saint-Gervais-les-Bains a Megéve.

## Členění

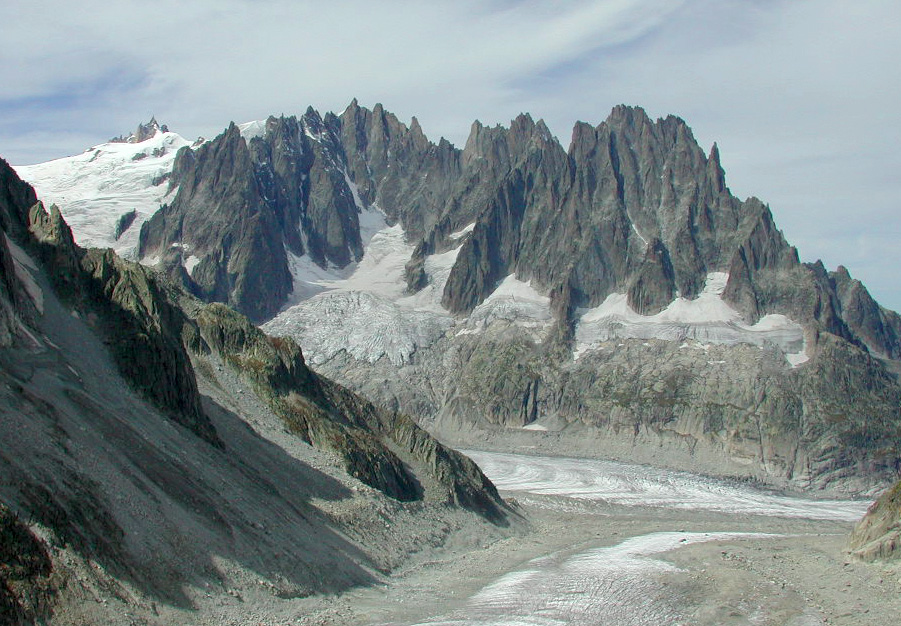
Aiguilles de Chamonix

Montblanský masiv se dělí na několik významných horských skupin:
- Mont Berio-Blanc (Itálie)
- Tré-la-Tete (Itálie)
- Mont Blanc (Francie, Itálie)
- Grandes Jorasses (Francie, Itálie)
- Aiguille Verte (Francie)
- Argentiere (Francie, Švýcarsko)
- Trient (Švýcarsko)
- Aiguilles de Chamonix (Francie)

### Nejvyšší vrcholy

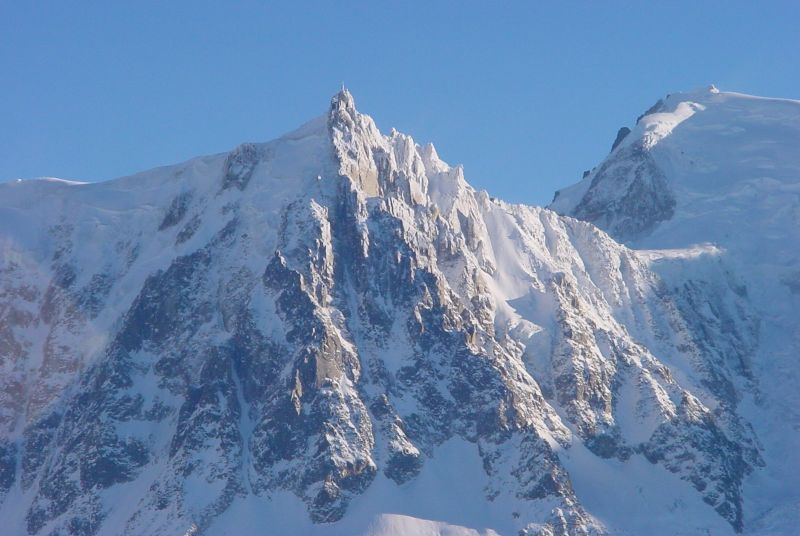
Aiguille du Midi

V Montblanském masivu se nachází na 18 horských štítů převyšujících 4 000 metrů nad hladinou moře.
| - Mont Blanc (4 810,45 m n. m.) - Mont Blanc de Courmayeur (4 748 m n. m.) - Rocher de la Tournette (4 677 m n. m.) - Grande Bosse (4 547 m n. m.) - Petite Bosse (4 513 m n. m.) - Mont Maudit (4 465 m n. m.) - Pointe Louis Amédée (4 460 m n. m.) - Aiguilles Belles Étoiles (4 354 m n. m.) - Dôme du Goûter (4 304 m n. m.) - Mont Blanc du Tacul (4 248 m n. m.) - Grand Pilier d'Angle (4 243 m n. m.) - Grandes Jorasses (4 208 m n. m.) - Aiguille Verte (4 122 m n. m.) - Aiguille Blanche (4 108 m n. m.) - Aiguille de Bionnassay (4 052 m n. m.) | - Dent du Géant (4013 m n. m.) - Punta Baretti (4013 m n. m.) - Piton des Italiens (4 002 m n. m.) - Aiguille de Tré la Tête (3 930 m n. m.) - Aiguille d'Argentière (3 900 m n. m.) - Aiguille de Triolet (3 870 m n. m.) - Aiguille du Goûter (3 863 m n. m.) - Aiguille du Midi (3 842 m n. m.) - Aiguille du Tour Noir (3 835 m n. m.) - Aiguille du Chardonnet (3 824 m n. m.) - Mont Dolent (3 823 m n. m.) - Aiguille des Glaciers (3 817 m n. m.) - Aiguille Chenavier (3 799 m n. m.) - Drus (3 754 m n. m.) - Aiguille du Plan (3 674 m n. m.) |  |

## Turismus

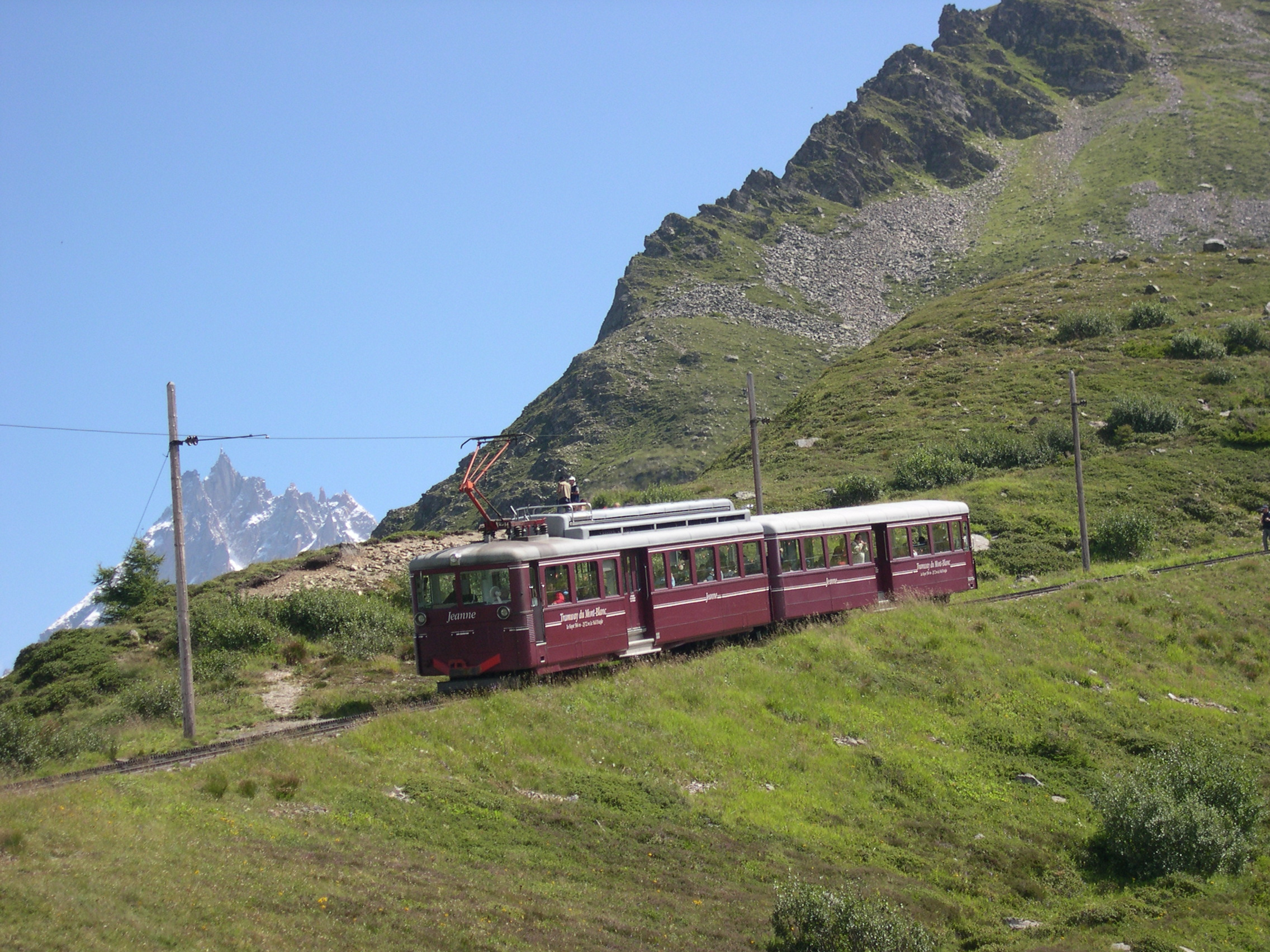
Tramway du Mont-Blanc

Významnými dolinami masivu jsou Val Ferret, Val Veni a Vallée de Chamonix. Údolí Montblanského masivu jsou využívána zejména nejvýznačnějšími turistickými středisky, jako jsou na italské straně Courmayeur propojený Montblanským tunelem o délce 11,5 km s francouzským střediskem Chamonix. Jihozápadně od Chamonix se nachází lyžařské areály střediska Les Houches. Soustava lanovek z obou zemí končí na vrcholu Aiguille du Midi (3 842 m n. m.) a dosahuje tak druhého nejvyššího bodu horní stanice lanové dráhy v Evropě. Ve Švýcarsku patří mezi nevýznamnější turistická místa silniční sedlo Col de la Forclaz (1 526 m) a obec Champex. Mezi významné lyžařské terény patří oblast vrcholu Mont d'Arbois (1 833 m n. m.) na západě pohoří, vypínající se nad městem Saint-Gervais-les-Bains. Odsud také vede směrem k Mont Blancu železnice zvaná Tramway du Mont-Blanc, jejíž horní stanice je ve výšce 2 372 m n. m. na ledovci Glacier de Bionassay.
Za tyto skutečnosti však celý region, jehož návštěvnost je skutečně enormní, platí svou daň. Údolí Chamonix je obleženo turisty v jakoukoli roční dobu a desítky lanovek vyváží denně tisíce návštěvníků do velkých výšek. Turistické možnosti oblasti jsou velké. Sahají od těžkých ledovcových túr po nenáročné vycházky. Jedná se však spíše o francouzskou část. Na italské straně není možností, vzhledem k nepřístupnosti terénu, mnoho. Schůdné terény se nalézají spíš jižněji hlavního hřebene (Monte Favre, Testa Bernarda).

## Externí odkazy

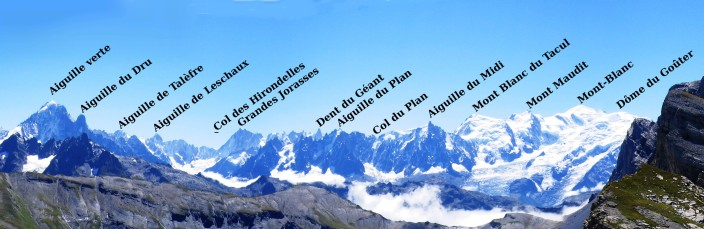
Panorama Montblanského masivu